# Acrolejeunea torulosa
Acrolejeunea torulosa är en bladmossart som först beskrevs av Lehm. et Lindenb., och fick sitt nu gällande namn av Victor Félix Schiffner. Acrolejeunea torulosa ingår i släktet Acrolejeunea och familjen Lejeuneaceae. Inga underarter finns listade i Catalogue of Life.